# Metropolia Niterói
Metropolia Niterói – metropolia Kościoła rzymskokatolickiego w Brazylii. Składa się z metropolitalnej archidiecezji Niterói i trzech diecezji. Została erygowana 26 marca 1960 r. konstytucją apostolską Quandoquidem verbis papieża Jana XXIII. Od 2011 r. godność metropolity sprawuje abp José Francisco Rezende Dias.
W skład metropolii wchodzą:
- Archidiecezja Niterói
  - Diecezja Campos
  - Diecezja Nova Friburgo
  - Diecezja Petrópolis

Prowincja kościelna Niterói wraz z metropolią Rio de Janeiro tworzy region kościelny Wschód I (Regional Leste I).

## Metropolici
- Carlos Gouvêa Coelho (1960)
- Antônio de Almeida Moraes Junior (1960 – 1979)
- José Gonçalves da Costa (1979 – 1990)
- Carlos Alberto Etchandy Gimeno Navarro (1990 – 2003)
- Alano Maria Pena (2003 – 2011)
- José Francisco Rezende Dias (od 2011)